# Sorex arcticus
Espèce
Statut de conservation UICN

 LC  : Préoccupation mineure
Sorex arcticus, la Musaraigne arctique, ou Musaraigne nordique, est une petite espèce parmi les insectivores de la famille des soricidés. On la retrouve dans la forêt boréale au Canada et au nord des États-Unis. Cette musaraigne est tricolore avec le brun foncé, le brun pâle et le gris.

## Caractéristiques
Le pelage de la Musaraigne nordique est tricolore : son dos est brun foncé, ses flancs sont brun pâle et son abdomen est grisâtre. La démarcation entre les trois couleurs est plus prononcée durant la saison hivernale. Sa queue est bicolore : elle est brun foncé sur le côté du dos et devient plus pâle pour un brun grisâtre sur le côté ventral. Elle mue deux fois par année. Elle a une longueur totale de 10 à 13 cm incluant une queue de 3,6 à 4,7 cm de long. Ses pieds mesurent entre 12 et 16 mm. Les individus adultes ont un poids se situant entre 5,3 et 13,5 g. Elle a trente-deux dents. Son métabolisme quotidien moyen est de 4,7 kilocalories. La Musaraigne nordique se distingue de la Musaraigne cendrée par sa plus grande taille, sa queue plus courte, mais ses pieds plus longs et larges.
La longévité de la Musaraigne nordique peut atteindre 18 mois.

## Mœurs
La Musaraigne nordique a un mode de vie solitaire et elle est active toute la journée. Elle utilise souvent les sentiers des campagnols pour se déplacer.

## Reproduction
La période de reproduction débute en mai pour se terminer en septembre. Les femelles ont jusqu'à trois portées ayant de 4 à 10 petits, mais habituellement six ou sept, après une gestation de trois semaines. Les petits qui sont nés au début de l'été atteignent leur maturité à l'âge de trois ou quatre mois, mais la plupart ne se reproduisent pas avant le second été suivant leur naissance.

## Alimentation
L'alimentation de la Musaraigne nordique est composée principalement de centipèdes, de chenilles et de larves de coléoptères. Durant le jour, la vue de la Musaraigne nordique lui est très utile pour la recherche de proies ; une Musaraigne nordique a été observée perchée sur une plante à 30 cm de hauteur pour se jeter sur une sauterelle qui était engourdie par le froid du matin.

## Répartition et habitat

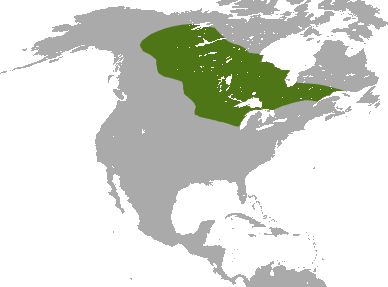
Aire de répartition de la musaraigne nordique

L'aire de répartition de la Musaraigne nordique se situe au nord de l'Amérique du Nord dans la forêt boréale. Plus précisément, elle débute à l'ouest dans le sud du Yukon et dans la vallée du Mackenzie pour se terminer à l'est au Québec et dans les provinces maritimes du Canada. La limite sud de son aire de répartition est dans le centre-nord des États-Unis.
On la retrouve dans un grand nombre d'habitats comprenant les zones de transition, les prés, les fourrés d'aulnes et de saules, les bordures de forêts, les marais, les tourbières et les rives d'étangs. À l'inverse de la plupart des musaraignes, la Musaraigne nordique fréquente souvent les endroits plus secs même si elle préfère les endroits humides et ouverts. La densité des Musaraignes nordiques peut aller jusqu'à 10 individus par hectare. Son domaine vital s'étend sur environ 0,59 ha. Les individus adultes sont très territoriaux ; en captivité, lorsque deux Musaraignes nordiques étaient placées dans la même cage, une des deux est retrouvée morte après quelques jours. Bien qu'aucune marque ne se retrouve sur la musaraigne décédée et que la cause de la mort soit incertaine, l'expérience a été répétée à plus d'une reprises. Comme abri, elle se fabrique un nid de forme sphérique avec des herbes sèches. Il lui arrive de se creuser des galeries dans le sol meuble.

## Liste des sous-espèces
Selon Mammal Species of the World (version 3, 2005)  (24 mars 2010) :
- sous-espèce Sorex arcticus arcticus
- sous-espèce Sorex arcticus laricorum

La Sorex tundrensis ou Musaraigne des tundras a déjà été considérée comme étant une sous-espèce de la Sorex arcticus.

## Relations avec l'homme
La Musaraigne nordique est utile dans la production forestière, car elle consomme une grande quantité d'insectes nuisibles comme la mouche à scie. Contrairement aux autres espèces de musaraignes, la Musaraigne nordique ne cherche pas à mordre lorsqu'elle est manipulée.